# オーストリアの州
オーストリアの州（オーストリアのしゅう）では、オーストリア連邦共和国を構成する9つの連邦州(Bundesländer)について記述する。同国の州はオーストリア憲法の範囲内に収まる法律を採択可能であり、各州とも主なオーストリアの議会に代議員を擁している。

## 地理
オーバーエスターライヒ州、ニーダーエスターライヒ州、ウィーン、ブルゲンラント州の土地の大部分はドナウ渓谷に位置するため、ほぼ完全に行き来可能でアクセス可能で容易に耕作できる地形で構成されている。対照的に、ほか5つの州はアルプス山脈に位置するため、農業には比較的適していない。これらの地形は重工業や長距離貿易にもさほど好立地とは言えない。したがって、オーストリア共和国の人口は先史より前者4州に集中してきた。同国で最も人口密度の高い州は、オーストリア唯一の首都圏中心部にあたる都市州のウィーンである。ニーダーエスターライヒ州にはウィーン郊外が含まれているものの、人口密度は4位に過ぎない。これは広大な土地面積が主に農業用だからである。アルプス高山のチロル州、高山は少ないが地理的に遠いケルンテン州、高山こそ無いが殆ど農業専門のブルゲンランド州が、オーストリアで人口密度の低い州である。高山の多いフォアアールベルク州は、その小ささや孤立した場所や際立ったアレマン語文化のため、若干異質である。
| ISO番号 | 日本語名                 | ドイツ語名       | 州都               | 面積（km2） | 人口（2020年1月） | 人口密度（人/km2） | 市数 | 町村数 |
| ------- | ------------------------ | ---------------- | ------------------ | ----------- | ----------------- | ------------------ | ---- | ------ |
| AT-1    | ブルゲンラント州         | Burgenland       | アイゼンシュタット | 3,966       | 294,466           | 74.3               | 13   | 158    |
| AT-2    | ケルンテン州             | Kärnten          | クラーゲンフルト   | 9,536       | 561,390           | 58.9               | 17   | 115    |
| AT-3    | ニーダーエスターライヒ州 | Niederösterreich | ザンクト・ペルテン | 19,178      | 1,684,623         | 87.8               | 74   | 499    |
| AT-4    | オーバーエスターライヒ州 | Oberösterreich   | リンツ             | 11,982      | 1,490,392         | 124.4              | 29   | 416    |
| AT-5    | ザルツブルク州           | Salzburg         | ザルツブルク       | 7,154       | 558,479           | 78.1               | 10   | 109    |
| AT-6    | シュタイアーマルク州     | Steiermark       | グラーツ           | 16,392      | 1,246,576         | 76.0               | 34   | 509    |
| AT-7    | チロル州                 | Tirol            | インスブルック     | 12,648      | 757,852           | 59.9               | 11   | 268    |
| AT-8    | フォアアールベルク州     | Vorarlberg       | ブレゲンツ         | 2,601       | 397,094           | 152.7              | 5    | 91     |
| AT-9    | ウィーン                 | Wien             | （都市州）         | 414.65      | 1,911,728         | 4,606.6            | 1    | 0      |

- 表にある市数とは、オーストリアの法律によって市と定義されている自治体の数。町村数は、市と定義されていない自治体の数。

## 政治
オーストリア9つの州（連邦州）の政権状況は、アルファベット順に次の通り。
| 紋章 | 州                       | 州都               | 州首相                                                 | 与党 | 連立政権             |
| ---- | ------------------------ | ------------------ | ------------------------------------------------------ | ---- | -------------------- |
|      | ブルゲンラント州         | アイゼンシュタット | ハンス・ピーター・ドスコジル (Hans Peter Doskozil)     | 社民 | 社民                 |
|      | ケルンテン州             | クラーゲンフルト   | ピーター・カイザー (Peter Kaiser)                      | 社民 | 社民, 国民           |
|      | ニーダーエスターライヒ州 | ザンクト・ペルテン | ヨハンナ・ミクル＝ライトナー (Johanna Mikl-Leitner)    | 国民 | 国民, 社民, 自由     |
|      | ザルツブルク州           | ザルツブルク       | ヴィルフリート・ハスラウアー (Wilfried Haslauer Jr.)   | 国民 | 国民, 緑, 新自       |
|      | シュタイアーマルク州     | グラーツ           | ハーマン・シュツェンホーファー (Hermann Schützenhöfer) | 国民 | 国民, 社民           |
|      | チロル州                 | インスブルック     | ギュンター・プラッター (Günther Platter)               | 国民 | 国民, 緑             |
|      | オーバーエスターライヒ州 | リンツ             | トーマス・ステルツァー (Thomas Stelzer)                | 国民 | 国民, 自由, 社民, 緑 |
|      | ウィーン                 | （都市州）         | ミヒャエル・ルートヴィヒ (Michael Ludwig)              | 社民 | 社民, 新自           |
|      | フォアアールベルク州     | ブレゲンツ         | マルクス・ヴァルナー (Markus Wallner)                  | 国民 | 国民,緑              |

## 連邦主義と州の権力
オーストリアの各州には、選出された立法府の州議会(Landtag)、そして州首相 (Landeshauptmann)が議長となる州政府(Landesregierung) がある。選挙は5年ごと(オーバーエスターライヒ州は6年)に実施される。州憲法は、とりわけ州政府の議席が政党にどう割り当てられるかを定めており、殆どの州は州議会の代議員数に基づいた比例代表制を採用している。州首相は州議会によって選出されるが、実際のところ州首相は州議会の与党または連立与党の指導者である。
オーストリアの首都ウィーンは、都市と連邦州としての2つの役割を果たす「都市州」である。市長は州首相の地位であり、市議会が州議会としても機能する。ただし自治憲法では、市と州の事業は別々に分けておく必要がある。そのため、市議会と州議会は同じ議員で構成されているが、双方は別々の会議を開催し、各機関が別々の管理役員となっている。市議会として会合を開く場合、議員達は市政しか扱わない。州議会として会合を開く場合は、州行政しか扱わない。
オーストリアの連邦制は主に理論的で、州には殆ど立法権が与えられていない。連邦憲法は当初、州にあらゆる立法権を与えていたが、後に多くの権限が奪われていき、市街化計画と市街化調整区域、自然保護、狩猟・漁業・農業、青少年保護、公衆衛生と福祉の特定問題、特定の課税権など、幾つかだけが残っている。
刑法・民法・企業法・経済法、防衛・教育問題、学界・通信・医療制度の大部分を含めたその他の事項は、連邦法によって規制されている。連邦憲法は司法を独占的に連邦事案と定義しているので、州の司法も存在しない。この中央集権は、権力が主にウィーンに集中していた帝国時代の歴史的モデルに従っている。
とはいえ、州首相は各州内で連邦行政法の大部分の管理を担当しており、このポストは重要な政治的地位となっている。さらに、州の権限には区域法、計画問題、地方レベルでの公共調達が含まれており、国政にもだいぶ重みを加えている。実際問題として、ゼンメリングの下に建設予定だった鉄道トンネルの場合のように、連邦政府によって承認された計画を州が阻止できた事例もあった。
オーストリアの州は公式にも実質的にも、アメリカ合衆国の州やドイツの州よりもはるかに小さな自治権が付与されている。それでも、オーストリア人はそれぞれの州に熱意をもって識別し、しばしば自分達の州が持つ独立とは程遠い統治を守る傾向がある。オーストリア人が自身を考えることは前代未聞ではなく、例えば1番目がチロル州で2番目がオーストリア人である。

## 歴史的展開
境界に関して、現状はオーストリア＝ハンガリー帝国の王領から生じたもので、これは第一次世界大戦後に二重君主制が無くなった後ドイツ語圏の中核部がオーストリア共和国として出現した広範な多民族領域である。
オーバーエスターライヒ州とニーダーエスターライヒ州は、同帝国の歴史的中心地を形成したオーストリア大公国の2つの自治半分である1783/84年以来のものと本質的に同じである。ザルツブルク州は旧オーストリア＝ハンガリー帝国と隣接するザルツブルク公国であった。同様に、ケルンテン州はケルンテン公国から派生したもの、シュタイアーマルク州はシュタイアーマルク公国から、チロル州はチロル伯領から派生したものである。これらの州は、オーストリアが現在の形で出現した際にイタリアとユーゴスラビアに領土を割譲しなければならなかった。また、フォアアールベルク州は1861年以来、チロル伯領の半自治部分だった。
都市州のウィーンは、1921年までニーダーエスターライヒ州の一部だった。ブルゲンラント州は、1921年までハンガリー王国だった主にドイツ語圏で構成されており、第一次世界大戦後にトリアノン条約とサンジェルマン・アン・レー条約の結果として第一共和国に割譲せざるを得なくなった。